# Princesse Kazu
La princesse Kazu (和宮 親子内親王, Kazu-no-miya Chikako naishinnō), 1er août 1846 - 2 septembre 1877, (Kazunomiya) est l'épouse du 14e shogun Tokugawa Iemochi. Elle change de nom pour celui de dame Seikan'in no miya après avoir pris la tonsure en tant que veuve.
Elle est la huitième et plus jeune fille de l'empereur Ninkō et de sa concubine, Hashimoto Tsuneko - renommée Kangyouin (観行院) après qu'elle a pris la tonsure. Elle est la demi-sœur cadette de l'empereur Kōmei. Quelques mois après sa naissance, son père, l'empereur Ninkō meurt de façon inattendue. Née le 1er août 1846, sa date officielle de naissance est changée au 3 juillet parce que la date de naissance réelle est une date de mauvaise présage et de double mauvais augure avec la mort de son père quelques mois plus tard.
Elle est connue comme excellente calligraphe et également très appréciée comme poétesse waka.

## Mariage
En 1851, Kazunomiya est fiancée au prince Arisugawa Taruhito. Toutefois, cet engagement est ensuite cassé quand la cour impériale a besoin de quelqu'un pour un mariage politique avec le shogunat Tokugawa. Un tel mariage a été arrangé par les rōjū Andō Nobumasa et Kuze Hirochika afin de favoriser la réconciliation entre la cour impériale et le shogunat mais le candidat original pour le mariage meurt en 1861. Par la suite, le shogunat fait pression sur la cour pour un mariage royal entre la princesse Kazu et le shogun Tokugawa Iemochi.
Dans un premier temps, la princesse Kazu refuse et son frère l'empereur Kōmei repousse la demande du shogunat indiquant que Kazu est déjà fiancée et ne veut pas quitter Kyoto, et que, comme toute femme au Japon, sa propre sœur ne peut pas être contrainte de se marier avec qui elle ne souhaite pas se marier, même par ordre impérial. Cependant, la proposition est reprise avec enthousiasme par un certain nombre de personnes, y compris la mère et l'oncle de la princesse Kazu ainsi que plusieurs kuge de premier plan à la cour impériale qui persuadent à la fois l'empereur et la princesse Kazu d'accepter la demande. Finalement, l'empereur Kōmei est persuadé d'accepter la proposition si, en retour, le shogunat est prêt à dénoncer le traité d'amitié et de commerce avec les États-Unis et à revenir à la politique isolationniste précédente.
Il est alors décidé que si la princesse Kazu continue de refuser d'accepter le mariage, l'empereur Kōmei abdiquera, un autre membre de la famille impériale sera choisi à sa place et que la princesse Kazu devra se faire bhikkhuni. Sous la pression de sa famille, ne voulant pas être responsable de l'abdication de l'empereur Kōmei et menacée du monastère, la princesse Kazu accepte finalement mais à plusieurs conditions, dont l'exigence que son mode de vie à Edo restera le même qu'à Kyoto et qu'elle sera en mesure de revenir de Kyoto aux jours anniversaires de la mort de son père. L'empereur Kōmei ajoute également les conditions que le shogunat doit tenir ses promesses en matière d'affaires étrangères, élaborer une stratégie pour améliorer la vie des artisans qui ne peuvent supporter la concurrence des importations étrangères bon marché et que les conditions de la princesse Kazu doivent être respectées. L'empereur Kōmei fera alors de sa sœur une naishinno.
En 1862, Kazunomiya, sa mère Kangyouin et son préposé en chef Niwata Tsuguko déménagent au château d'Edo avec un certain nombre de serviteurs. En raison d'inquiétudes relativement à de possibles attaques de ceux qui s'opposent à la politique de l'époque des shoguns Tokugawa, les forces de sécurité de dizaines de hans sont mobilisées pour protéger le cortège. par ailleurs, des rumeurs selon lesquelles le soutien de la cour pour le mariage sans précédent de la princesse Kazu est le résultat de la corruption et du désir du régime des Tokugawa de retenir en otage une princesse impériale conduisent l'empereur Kōmei à envoyer Iwakura Tomomi pour sauvegarder les intérêts de la cour. Iwakura doit forcer le shogun à coucher sur papier un vœu de fidélité avant de retourner à Kyoto.
La cérémonie de mariage a lieu le 11 février 1862. Cette cérémonie diffère de celle de tous les précédents shoguns Tokugawa : ayant été faite naishinno par son frère avant de quitter Kyoto, Kazu devance désormais son mari ainsi que sa belle-mère, Tenshōin en termes de rang de cour. En outre, la princesse Kazu conserve les coutumes du palais impérial, ce qui provoque des frictions considérables avec dame Tenshoin. Toutefois, elle entretient apparemment une bonne relation avec son mari à tel point qu'ils sont généralement appelés le couple le plus proche de tous les shoguns Tokugawa et Iemochi ne prend jamais de concubine. Finalement Tenshoin se réconcilie avec la princesse Kazu et le bakufu se soumet à son ordre de lui adresser la parole selon la formule protocolaire « Kazu-no-Miya-sama » par opposition au traditionnel « Midai-sama ».

## Bhikkhuni
Une succession de tragédies frappe la princesse Kazu entre 1865 et 1867 : Sa mère, qui l'a suivie à Edo pour lui tenir compagnie, meurt le 10 août 1865 suivie par son mari le shogun Iemochi qui meurt à Osaka le 20 juillet 1866 alors qu'il commande la seconde expédition de Chōshū. Kazunomiya prend la tonsure et se fait bhikkhuni (nonne bouddhiste), recevant le titre de « Seikan'in-no-miya » (静寛院宮) le 9 décembre 1866 mais quelques semaines plus tard, son frère l'empereur Kōmei disparaît également.
La mort du shogun Iemochi met fin à leur très court mariage et le couple n'a pas d'enfants. Lorsque la volonté de Iemochi d'avoir Tokugawa Iesato pour successeur arrive à Edo, les rōjū la consultent. Exprimant son opposition d'avoir quelqu'un d'aussi jeune pour shogun pendant ces temps troublés, Seikan'in (nom bouddhiste de la princesse) soutient à la place Tokugawa Yoshinobu qui deviendra le dernier shogun Tokugawa. Cependant, leur relation devient rapidement aigre tandis que l'opinion publique se retourne contre Yoshinobu.
Au cours de la restauration de Meiji, Seikan'in et sa belle-mère, Tenshōin aident à la négociation d'une reddition pacifique du château d'Edo en contenant les extrémistes des deux côtés. Elles jouent de ce fait un rôle dans le maintien de la lignée de la famille Tokugawa. Après la capitulation du shogunat, Seikan'in retourne brièvement à Kyoto. Mais après que l'empereur Meiji a déplacé la capitale à Tokyo (l'ancienne Edo), lui et son oncle persuadent Seikan'in de les y rejoindre.
Seikan'in arrive à Tokyo en 1874 et s'installe à résidence chez Katsu Kaishū dans sa demeure d'Azabu ichibei-cho. Elle y reste jusqu'à sa mort due au béribéri en 1877 à l'âge de 31 ans. Sa tombe se trouve au Zōjō-ji dans l'arrondissement de Minato-ku à Tokyo. Après la Seconde Guerre mondiale, sa tombe est excavée en vue d'une ré-inhumation. Une plaque photographique d'un homme en hitatare et tachieboshi traditionnels se trouve sur sa personne. L'image sur la plaque disparaît le lendemain cependant, peut-être en raison d'une mauvaise manipulation. Par conséquent, l'identité de l'homme est inconnue. Bien qu'il soit généralement admis qu'il s'agissait de son mari, Tokugawa Iemochi, il a également été suggéré que cela aurait pu être son ancien fiancé, le prince Arisugawa Taruhito. Le corps de son mari, Tokugawa Iemochi a été trouvé. Une vieille tradition veut que si le mari meurt, sa femme coupe un morceau de ses cheveux qui sont enterrés avec son mari, mais les cheveux trouvés auprès de Tokugawa Iemochi ne sont pas ceux de Kazunomiya.